# Nicki Hunter
Nicki Hunter, née le 19 décembre 1979, est une actrice pornographique et réalisatrice américaine.

## Biographie
Elle commence en 2002 dans l'industrie pornographie à l'âge de 23 ans. Elle devient très vite célèbre grâce à ses scènes anales ou ses doubles pénétrations.
Elle commence à réaliser quelques films en 2005, comme Cum Swallowers 3 ou Cum Swappers 5.
En 2006 elle est sélectionnée pour Female Performer of the Year dans l'AVN Award.
Elle est mariée et a deux enfants.
En 2007, on diagnostique chez Nicki Hunter un cancer du système lymphatique sous forme de leucémie et de lymphome. Des collectes de fonds sont alors organisées avec l'aide de toute la communauté des films pour adultes, pour l'aider à payer les traitements et les dépenses liées à son incapacité brutale de travailler.
Depuis son traitement elle n'a participé qu'à des films avec scènes lesbiennes.

## Récompenses et nominations
Récompenses
- 2005 : XRCO award "Female Performer of the Year"

Nominations
- 2006 : AVN Award "Female Performer of the Year"

## Filmographie sélective
- Freaky MILFs (2014)
- My First Big Cock (2014)
- My Mom Likes Girls 3 (2013)
- Lesbians in Charge 2 (2013)
- Lesbian Sex 6 (2012)
- MILF on MILF (2012)
- Women Seeking Women 72 (2011)
- Women Seeking Women 70 (2011)
- Anal Overdose 1 (2010)
- Lesbian House Hunters 2 (2010)
- Anal Acrobats 4 (2009)
- Lingerie Sluts 2 (2009)
- No Man's Land: Girls in Love (2008)
- Pussy Party 24 (2008)
- Pussy Party 22 (2007)
- Ass jacked 5 (2007)
- ATM Whores 1 (2007)
- Nikki Hunter And Friends (2007)
- Porn Stars On DVD 3 (2007)
- Taste Your Ass 3 (2007)
- Xtreme Escorts 04 (2007)
- Anal Princess Diaries 2  (2006)
- Anal Invasion
- Anal Sinsations (2006)
- Another Man's Wife (2006)
- Ass Cleavage 8  (2006)
- Asswhores from Planet Squirt  (2006)
- Ballistic Blondes  (2006)
- Big Tit Ass Stretchers 4 (2006)
- Big Wet Tits 3 (2006)
- Busted in Badlands (2006)
- Carmen and Austyn (2006)
- Casey the Co-Ed 2 (2006)
- Cum on Baby Bite My Wire 3 (2006)
- Cum Swallowers 4 (2006)
- Gash Bash (2006)
- MILF Mouths (2006)
- LA Vice (2006)
- Mouth 2 Toe 5 (2006)
- Nasty Habits 2 (2006)
- The Essential Sky (2006)
- Twisted as Fuck (2006)
- Savanna's Secret (2006)
- Ravenous (2006)
- Rawditions (2006)
- Whoregasm  (2006)
- Pussy Party 19 (2006)
- Pussy Party 13 (2005)
- Pussy Party 9 (2005)
- No Man's Land 40 (2005)
- 3-Holers 	(2005)
- All About Anal 3 (2005)
- Anal Animals (2005)
- Ass Fanatics 2 (2005)
- A*ss Pumpers (2005)
- Assylum (2005)
- Babes Ballin' Boys 13 (2005)
- Baby Face (2005)
- Backwash Babes (2005)
- Beef Eaters (2005)
- Big Tit Anal Whores (2005)
- Black In White 2  (2005)
- Blonde Factory (2005)
- Blow Me Sandwich 6  (2005)
- Blow-me-o & Julian 	 (2005)
- Bounce 	(2005)
- Bumper to Bumper 	(2005)
- Busty Beauties 19 	(2005)
- Clean My Crack (2005)
- CSI - Cum Swappers Incorporated  (2005)
- Cum Buckets 4 (2005)
- Cum Swappers 5 (2005)
- Cum Swallowers 3 (2005)
- Suckers 10 (2005)
- Swallow My Squirt 2 (2005)
- Two Hot - The Love Twins (2005)
- Decadent Divas 27 (2005)
- Desperate Wives 1 & 2 (2005)
- Dirty Little Devils 3 	(2005)
- Doc MaCock (2005)
- DP Me Baby (2005)
- Feeding Frenzy 7 (2005)
- Hunted 2 (2005)
- Meat Holes 2 (2005)
- Meet The Buttinskys! (2005)
- Milf Meat (2005)
- Neo Pornographia 2, 3 4 (2005)
- Real Female Orgasms 5
- Salvation (2005)
- White Trash Whore 32  (2005)
- Whore Gaggers 3  (2005)
- Pussy Party 3 (2004)
- 1 Whore + 1 More (2004)
- Absolute Ass 2 (2004)
- Air Tight 10 (2002)
- All Sex - No Talk (2004)
- Anal Surprise Party (2004)
- Appetite for Ass Destruction (2004)
- Ass Intake (2004)
- Ass Sluts (2004)
- ATM City  (2004)
- Backseat Driver 20  (2004)
- Black in the Blondes (2004)
- Born for Porn (2004)
- Burning Lust (2004)
- Busty Beauties 14 	(2004)
- Cousin Stevie's Pussy Party 3 & 9 	(2004)
- Double Decker Sandwich 3 	(2004)
- Double Parked 11 	(2004)
- Tails From the Toilet (2004)
- Taste Her Ass (2004)
- Tits Ahoy (2004)
- Francesca Le's Cum Swallowing Whores 3  (2004)
- Fuck Doll Sandwich (2004)
- Fuck Me Hard and Cum on My Face! (2004)
- Fully Loaded (2004)
- Gag Factor 14 (2004)
- Getting Personal (2004)
- Gothsend (2004)
- Money Fuckers 1 & 2 (2004)
- P.O.V. Pin-Ups 3 (2004)
- Playing With Nikki Hunter  (2004)
- Zrotique (2004)